# ليزلي آدامز
ليزلي آدامز (بالإنجليزية: Leslie Adams)‏ هو عالم موسيقى وملحن وعازف بيانو أمريكي، ولد في 20 ديسمبر 1932 في كليفلاند في الولايات المتحدة.

## وصلات خارجية
- الموقع الرسمي
- ليزلي آدامز على موقع ميوزك برينز (الإنجليزية)